# Paula Sánchez de León
Paula Sánchez de León Guardiola, née le 5 juin 1965 à Valence, est une femme politique espagnole, membre du Parti populaire (PP), déléguée du gouvernement dans la Communauté valencienne de 2012 à 2014.

## Biographie

### Formation et débuts en politique
Formée en droit à l'université de Valence, où elle a enseigné, elle a été directrice de cabinet dans plusieurs institutions de la généralité valencienne, avant d'être nommée conseillère à la Justice et aux Administrations publiques en 2008. 

### Présidente par intérim
Trois ans plus tard, elle devient vice-présidente et conseillère à la Présidence de la Communauté valencienne. Elle est nommée, le 31 décembre 2011, déléguée du gouvernement espagnol dans la Communauté valencienne, ce qui la contraint à quitter ses fonctions exécutives.

### Sources
- (ca) Cet article est partiellement ou en totalité issu de l’article de Wikipédia en catalan intitulé « Paula Sánchez de León Guardiola » (voir la liste des auteurs).